# لانتانا بيضاء الثمار
لانتانا بيضاء الثمار (الاسم العلمي:Lantana leucocarpa) هي نوع من النباتات تتبع جنس اللانتانا من الفصيلة اللويزية.